# Констанца Арагонска
Констанца Арагóнска (на испански: Constanza de Aragón y Castilla; * 1179/1184; † 23 юни 1222, Катания) е в първия си брак кралица на Унгария (1198 – 1204), във втория си брак кралица на Сицилия, и от 1212 г. германска кралица (1212 – 1222); тя е коронована с нейния съпруг Фридрих II, на когото е първата съпруга, през 1220 г. в Рим за императрица на Свещената Римска империя (1220– 1222).

## Произход
Тя е най-възрастната дъщеря на Алфонсо II Арагонски (1157 – 1196), крал на Арагóн, граф на Барселона, и на Санча Кастилска (1154 – 1208), дъщеря на кастилския крал Алфонсо VII и полската княгиня Рикса.

## Унгарска кралица
За пръв път тя се омъжва ок. 1198 г., чрез съдействието на Инокентий III, за крал Имре от Унгария (1174 – 1204) от род Арпади. С него тя има син Ласло (* 1199 или 1201; † 7 май 1205), коронован от пр. 1204 г. за крал на Унгария, но умира още през 1205 г.
След смъртта на съпруга ѝ през 1204 г. тя и сина ѝ се спасяват при австрийския херцог Леополд VI Бабенберг.

## Брак с Фридрих II
Към края на 1204 г. се разваля годежа на Фридрих II (1194 – 1250) от династията Хоенщауфен с нейната по-малка сестра Санча (1186 – 1242). Договорът между Фридрих II и Констанца се сключва през 1208 г. Бракът ѝ с Фридрих II се сключва на 5/15 юли 1209 г. в Месина, преди той да е коронован за римско-немски крал през 1212 г. Фридрих е на 15 години, Констанца на 25.
Констанца Аргагонска и Фридрих II имат един син Хайнрих VII (* 1211, † 12 февруари 1242), римско-немски крал (1220 – 1235), крал на Сицилия (1212 – 1217) и херцог на Швабия (1217 – 1235).
От 1212 до 1216 г. Констанца е регентка в Сицилия, след това отива при съпруга си в Германия.
Констанца Аргагонска е погребана в катедралата на Палермо. Фридрих поставя своята корона в нейния гроб.
- Корона на Констанца от Арагóн в катедралната ризница Палермо
- Саркофаг